# ال-اي-او-بي-500
تعد LAOP-500 ذخيرة متسكعة من تطوير أحد الشركات المحلية في روسيا الاتحادية وهي:- «عصر» تكنوبوليس العسكرية (أنابا) (Anapa)، مكتب تصميم فلاديمير بيلي (موسكو), تقنية الآلات الذكية في موسكو NPO . بدأ المشروع في الماضي القريب ولا يزال في مراحله الأولى. في منتدى Army-2022 الأخير، تم عرض الطائرة بدون طيار الجديدة حتى الآن كصورة في نشرة إعلانية فقط.

## انظر ايضاً
- سويتش بليد.
- ذخيرة متسكعة.